# 细叶蒿柳
细叶蒿柳（学名：Salix viminalis var. angustifolia）为杨柳科柳属下的一个变种。

## 扩展阅读
- 維基物種上的相關：细叶蒿柳